# Ай-Кирилл-Высъягун
Ай-Кирилл-Высъягун (устар. Ай-Кирилл-Выс-Ягун) — река в России, протекает в Сургутском районе Ханты-Мансийского АО. Устье реки находится в 106 км по левому берегу реки Кирилл-Высъягун. Длина реки составляет 33 км.

## Данные водного реестра
По данным государственного водного реестра России относится к Верхнеобскому бассейновому округу, водохозяйственный участок реки — Обь от впадения реки Вах до города Нефтеюганск, речной подбассейн реки — Обь ниже Ваха до впадения Иртыша. Речной бассейн реки — (Верхняя) Обь до впадения Иртыша.
Код объекта в государственном водном реестре — 13011100112115200043065.